# هاميس كيزا
هاميس كيزا (بالإنجليزية: Hamis Kizza)‏ (10 أكتوبر 1990 في أوغندا - ) هو لاعب كرة قدم أوغندي في مركز الهجوم. شارك مع منتخب أوغندا لكرة القدم. أما مع النوادي، فقد لعب مع نادي سلطة أوغندا للدخل ونادي سيمبا.

## وصلات خارجية
- هاميس كيزا على موقع قاعدة بيانات كرة القدم.إي يو (الإنجليزية)